# PS Alpena
El PS Alpena fue un vapor de ruedas construido por Thomas Arnold de Gallagher & Company en Marine City, Michigan, en 1866. Fue operado por la Goodrich Line tras su compra a Gardner, Ward & Gallagher en abril de 1868. El Alpena se hundió en el lago Michigan en la tormenta "Big Blow" el 15 de octubre de 1880, con la pérdida de todas las personas a bordo.

## Hundimiento

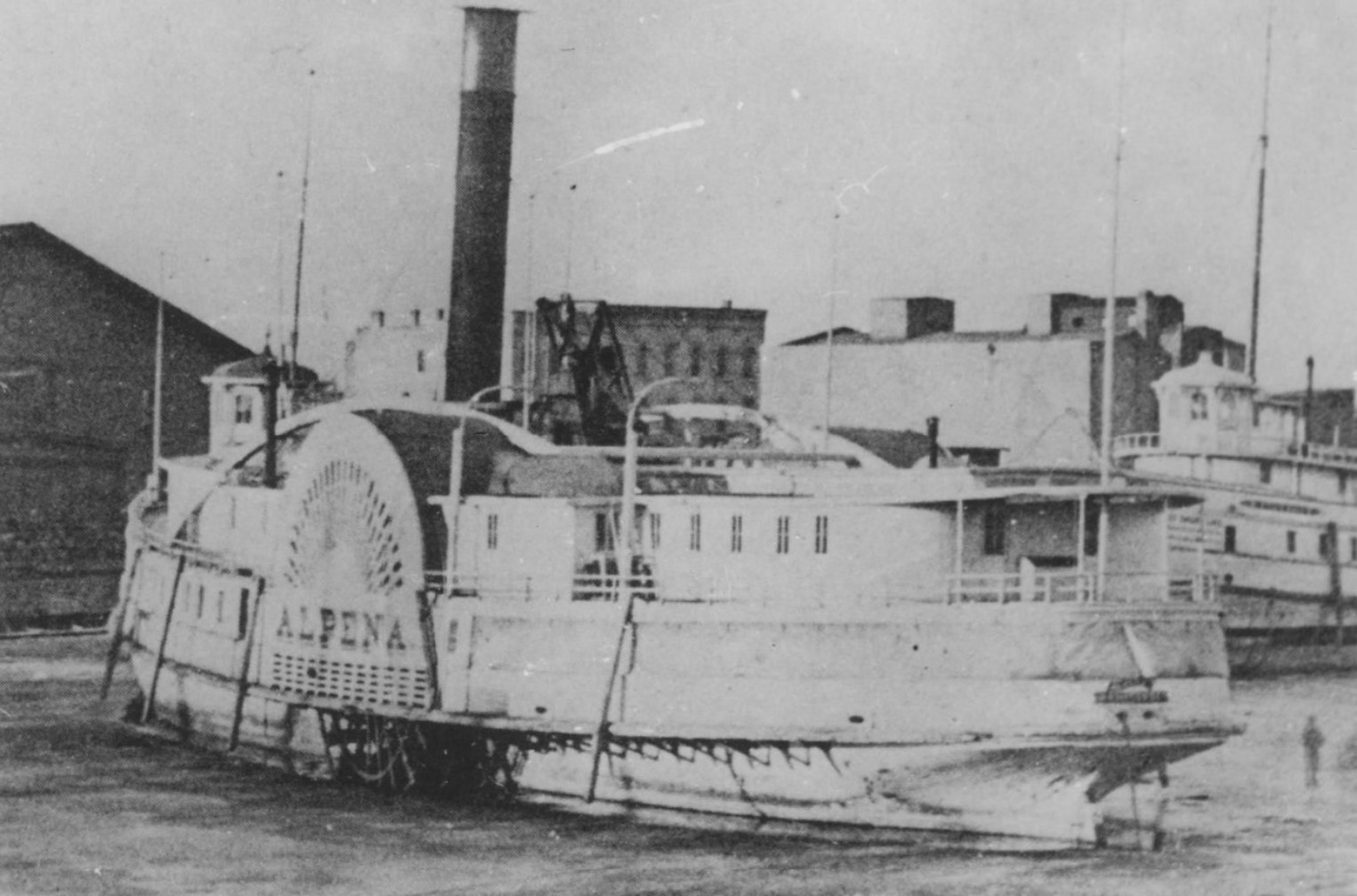
Vista de popa del vapor Alpena

Al menos 80 personas murieron cuando el barco, que también transportaba un gran cargamento de manzanas, volcó en medio del lago Michigan. El barco realizaba un viaje de Grand Haven, Michigan, a Chicago, Illinois, y fue avistado a las 8 de la mañana del 16 de octubre con mar gruesa. Algún tiempo después, probablemente debido a un desplazamiento de la carga en cubierta provocado por las olas, volcó y quedó a la deriva hacia el noroeste. 
El día 17, llegaron a tierra en Holland (Michigan) restos que incluían un piano, mientras que en Saugatuck se encontraron manzanas y restos de madera. Una parte de la playa cercana a Holland, donde se encontraron los restos, sigue llamándose Alpena Beach. Se calcula que murieron unas 60 personas, de las cuales 25 eran tripulantes y 35 pasajeros.